# Il prete bello (film)
Il prete bello è un film del 1989 diretto da Carlo Mazzacurati, tratto dall'omonimo romanzo di Goffredo Parise.

## Trama
Nel Veneto clerico-fascista d'anteguerra due ragazzi crescono nell'ambiente intriso di conformismo degli adulti.

## Accoglienza

### Critica
- Il regista padovano si misura (...) con una terra riscoperta e sognata con una intensità che solo i registi emiliano-romagnoli sono sembrati in grado di portare sullo schermo (...) con un Veneto inedito per il cinema, un paradiso perduto dei poveri (Gian Piero Brunetta).[2]
- L'opera seconda di Mazzacurati delude anche come ricostruzione d'epoca, e non sale al di sopra delle categorie del carino e dell'inutile (Il Mereghetti - Dizionario dei Film 2008).[3]
- Diretto con eleganza e sensibilità, ma flebile nella rievocazione del passato, senza scarti né impennate (Il Morandini - Dizionario dei Film 2000).[4]